# St. Martin (Idstein)

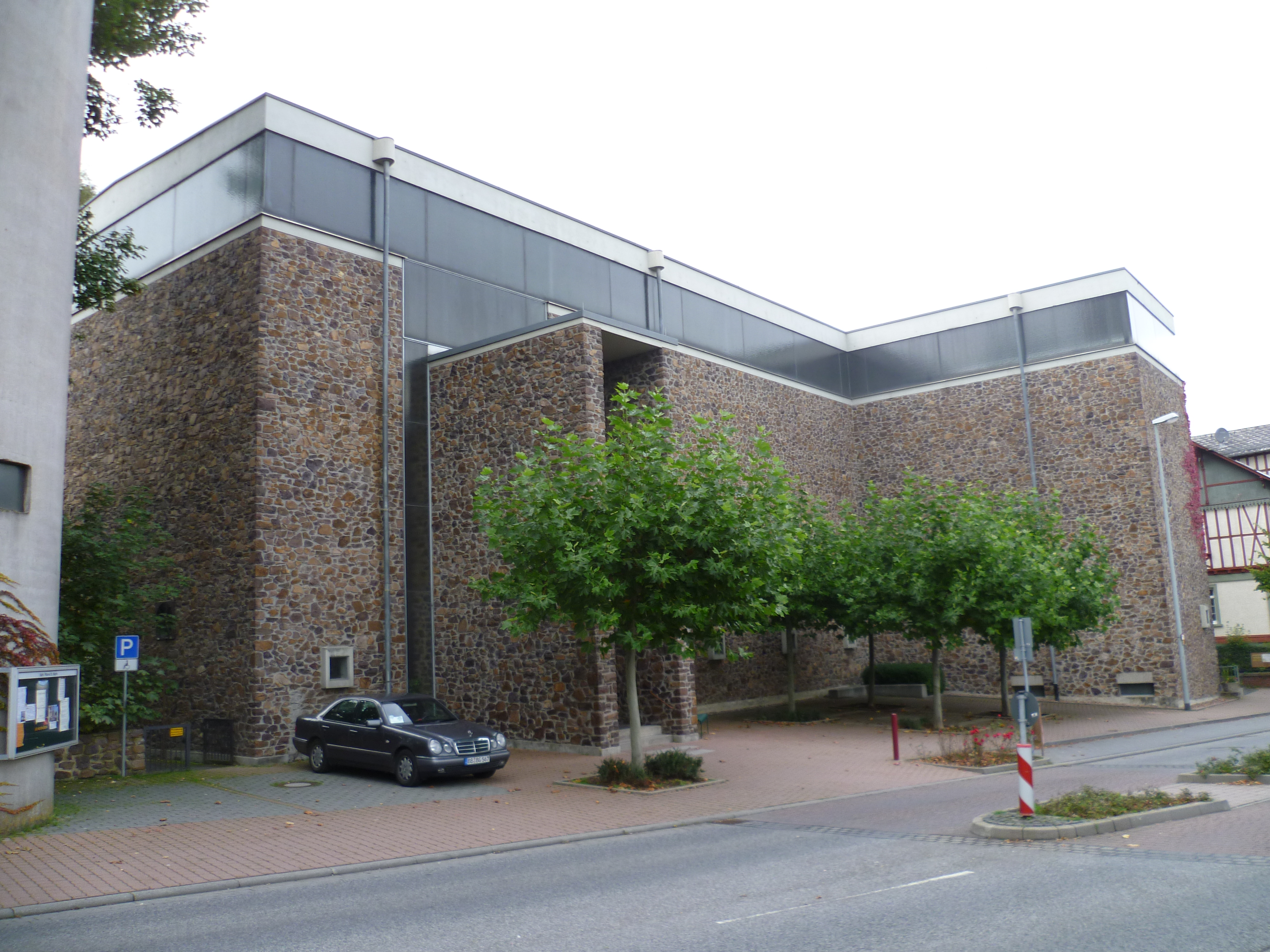
St. Martin, Blick von der Wiesbadener Straße

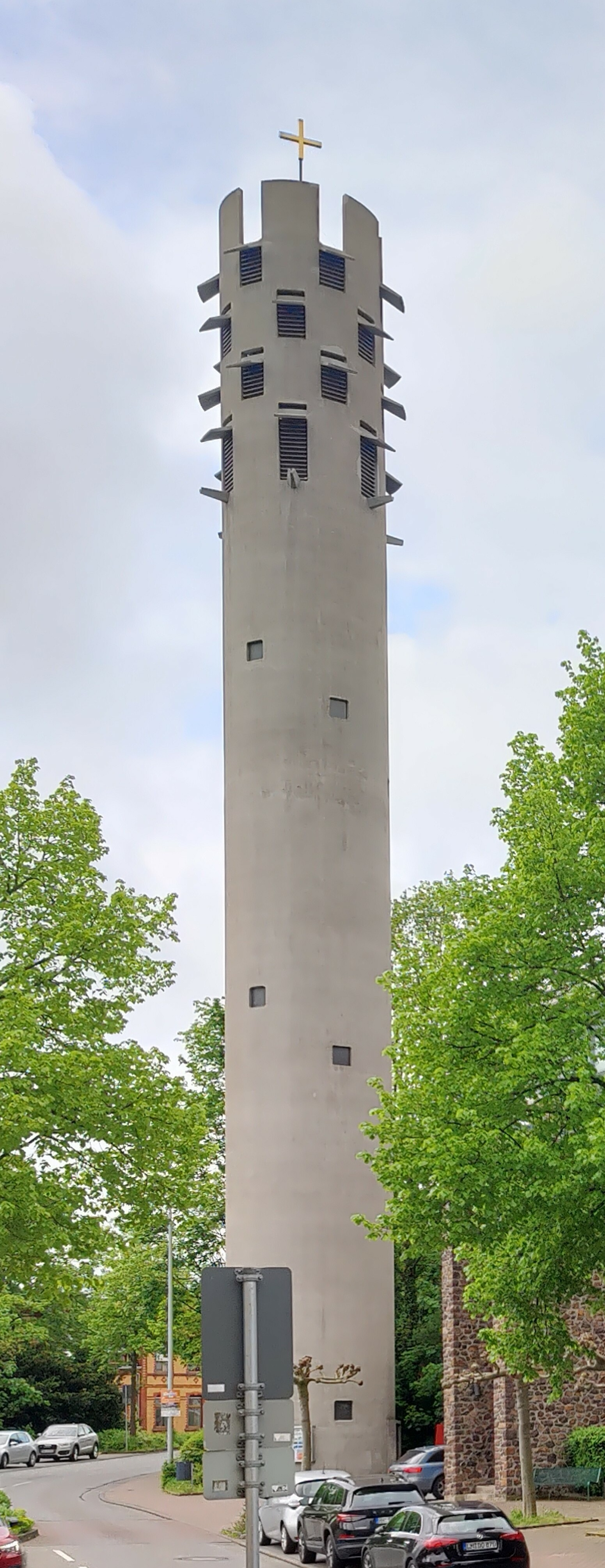
Glockenturm

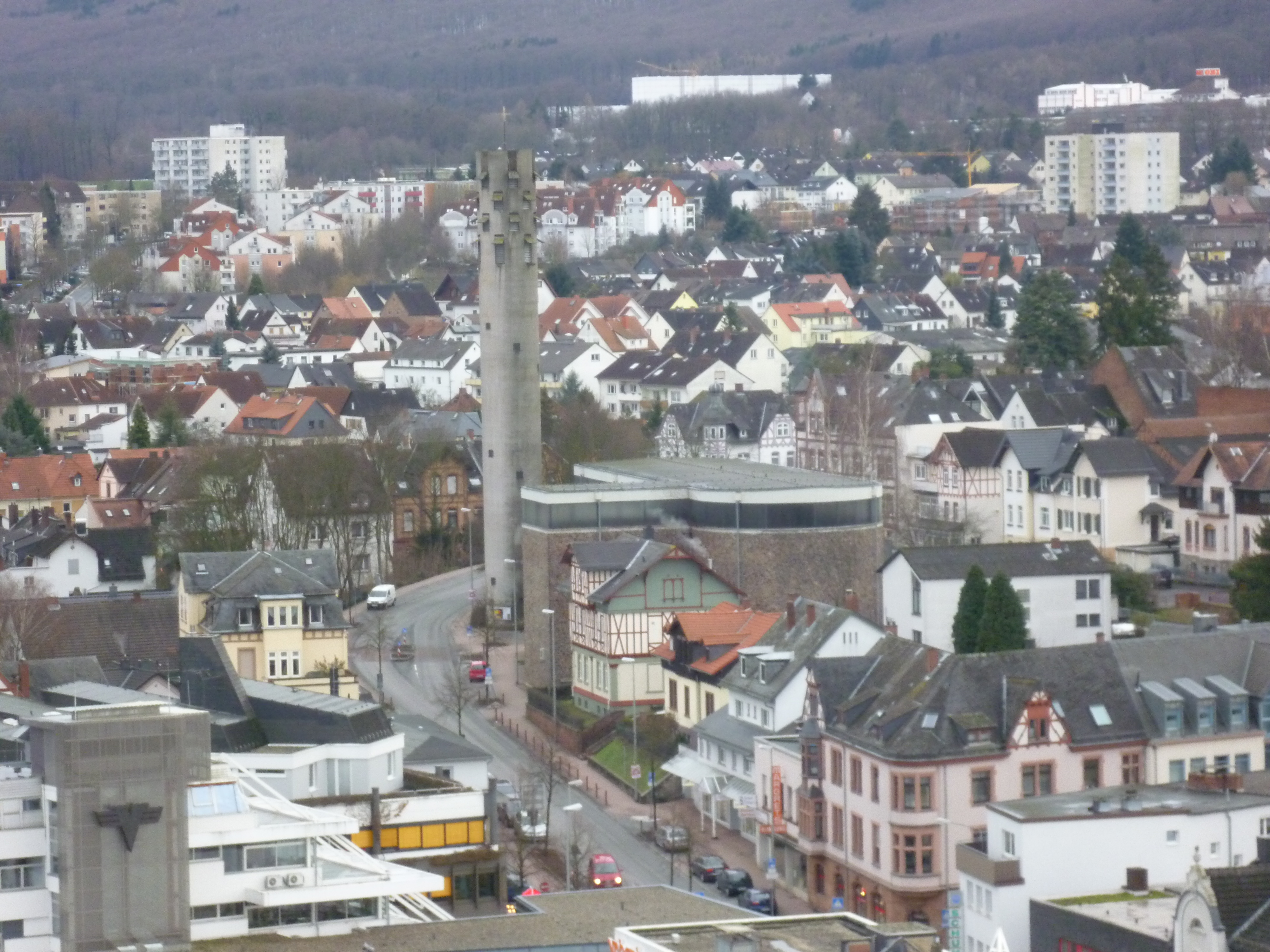
St. Martin im Stadtbild, vom Hexenturm aus gesehen

Die katholische Pfarrkirche St. Martin in Idstein in Hessen ist die Kirche der örtlichen römisch-katholischen Gemeinde und die Pfarrkirche der mit Wirkung vom 1. Januar 2017 gegründeten „Pfarrei neuen Typs“ St. Martin Idsteiner Land, die sich aus den früheren Pfarreien St. Martha Engenhahn, Maria Königin Niedernhausen, St. Martin Idstein, St. Michael Oberjosbach, St. Nikolaus von Flüe, Idstein-Wörsdorf/Hünstetten und St. Thomas Waldems zusammensetzt. Der unter Denkmalschutz stehende Kirchenbau nach Entwurf des Frankfurter Architekten Johannes Krahn wurde 1965 geweiht. Er knüpft in modernen Formen an die Gestalt einer altkirchlichen Basilika an.

## Die Geschichte der Pfarrei St. Martin

### Die Frühzeit des christlichen Glauben in Idstein bis zur Reformation
Über die Anfänge christlichen Lebens in Idstein ist nichts bekannt. Als 1102 die Burg Idstein zum ersten Mal erwähnt wird, gehört das Gebiet zum Bistum Trier. Daher ist anzunehmen, dass das Gebiet von Idstein damals zur Pfarrei Wolfsbach gehörte, deren Kirche dem hl. Dionys geweiht war. Diese Kirche wurde 1668 abgebrochen, nachdem das Dorf schon nicht mehr bestand. Dass die Kirche als Kirchenpatron dem fränkischen Reichsheiligen geweiht ist, lässt darauf schließen, dass die erste romanische Kirche in Idstein ein hohes Alter hatte. 1330 musste diese Kirche einem im gotischen Stil errichteten Neubau, der Martinskirche weichen. Diese wurde in den 1670er Jahren durch einen Neubau ersetzt, die heutige Unionskirche. Dem 1333 errichteten Chorherrenstift gehörten sechs Kanoniker an.
1540 begann unter Graf Philipp die Reformation. 1553 verließ der letzte katholische Stiftsgeistliche die Stadt. Die Martinskirche diente von nun an dem lutherischen Gottesdienst. In der Folge gab es bis zum Beginn des 19. Jahrhunderts keine katholische Gemeinde in Idstein.

### Die Rückkehr des katholischen Glaubens nach Idstein
1806 erlaubte Fürst Friedrich August mit Urkunde vom 14. März die „Ausübung des katholischen Kultus“ in Idstein wieder. Als ersten Seelsorger ernannte er Jacob Nida, der vom Generalvikariat in Aschaffenburg die kirchliche Beauftragung erhielt. Zugleich wurde der katholischen Gemeinde die Benutzung der Schlosskapelle widerruflich eingeräumt. Somit wurde bis zum Bau der Magdalenenkirche der Gottesdienst im Schloss gefeiert.
1866 kam das Herzogtum Nassau zum Königreich Preußen. Bis die Patronatsrechte geklärt waren, folgten zunächst drei Pfarrverwalter: Hermann Houben, Theodor Muth und Johann Josef Dinges. Erst 1873 wurde Caspar Elsing neuer Pfarrer, der 1879 starb. Sein Grabkreuz ist am Chor der heutigen Kirche St. Martin erhalten.

### Die Magdalenenkirche
Wegen des Kulturkampfs blieb die Pfarrei fünf Jahre verwaist. 1884 wurde sie Wilhelm Schilo übertragen, der den Bau einer eigenen Kirche initiierte. In ganz Deutschland sammelte er dazu mit Bittbriefen das nötige Geld, so dass 1887–1888 der Bau erfolgte. Der Architekt Aloys Vogt gestaltete die Kirche als dreischiffige, neugotische Hallenkirche. Am 8. Oktober 1888 wurde die Magdalenenkirche von Bischof Karl Klein eingeweiht.
Von 1925 bis 1957 war Ferdinand Pfeiffer Pfarrer in Idstein. Er ließ unter anderem den ersten Gemeindesaal bauen und war auch kompositorisch sowie als Bearbeiter von Kirchenmmusik-Werken auch während der Zeit des Zweiten Weltkriegs tätig (Bearbeitung der Cäcilien-Messe von Max Hohnerlein, op. 24 im Jahr 1940).

### Die heutige Kirche St. Martin

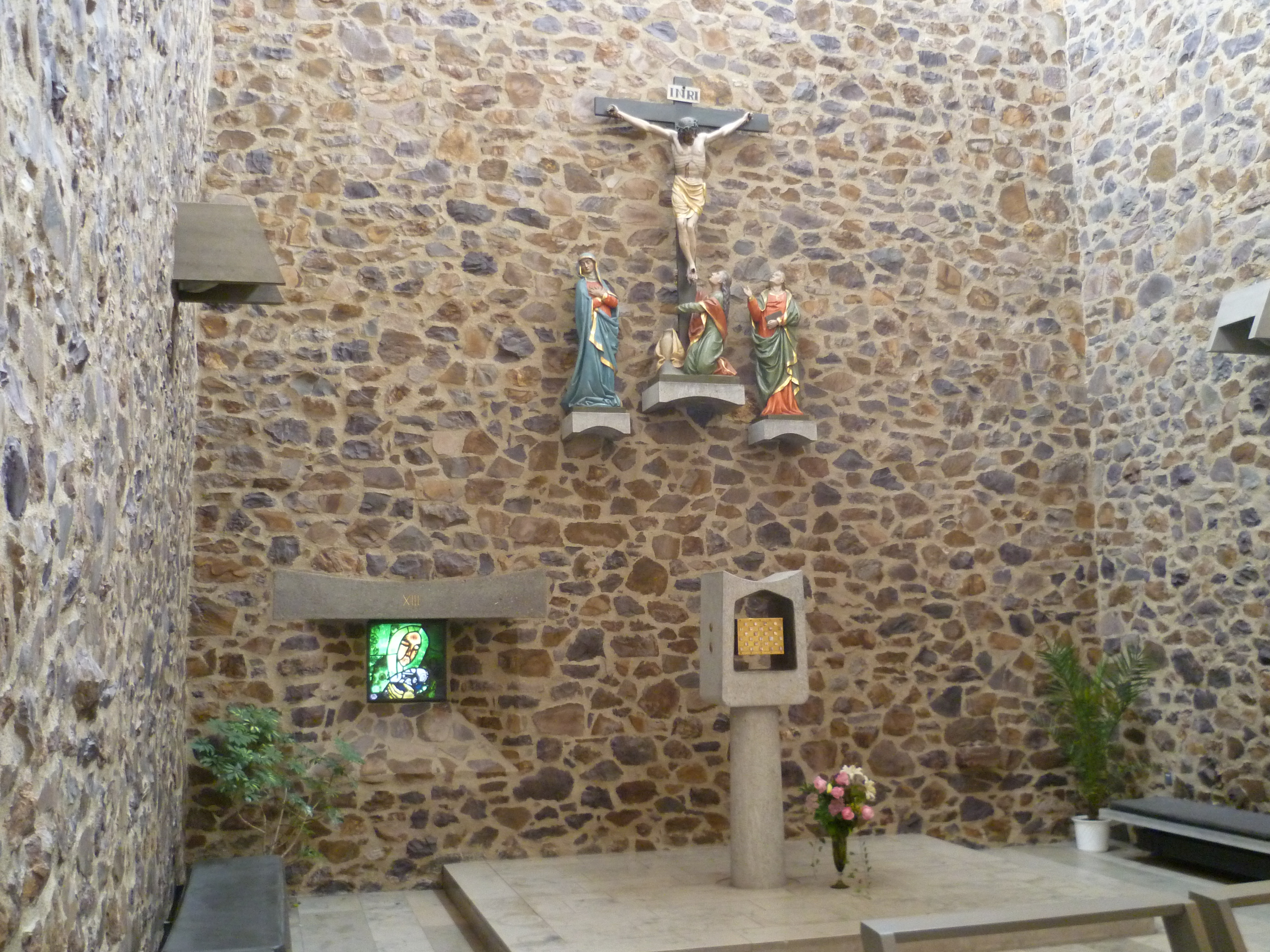
Sakramentskapelle mit Tabernakel und Kreuzigungsgruppe der Magdalenenkirche

Durch den Zuzug katholischer Heimatvertriebener nach dem Zweiten Weltkrieg stieg die Zahl der Gemeindemitglieder stark an. Von 1957 bis 1974 war Hans Usinger Pfarrer in Idstein. In dieser Zeit wuchs die Gemeinde auf über 5000 Mitglieder. Es wurden eine Filialkirche in Wörsdorf, das Gemeindehaus in Idstein und das Pfarrhaus in Wörsdorf gebaut.
Größtes Projekt war allerdings der Neubau der heutigen Kirche St. Martin, der die alte Magdalenenkirche weichen musste. 1963 erfolgte der Abbruch der alten Kirche und des zugehörigen Schwesternhauses. Die Weihe des Neubaus nahm am 5. Juni 1965 Bischof Wilhelm Kempf vor. Der Neubau von Architekt Johannes Krahn „nahm mit seinem wesentlich vergrößerten Volumen nicht nur die Fläche der ehemaligen Kirche, sondern auch die vorgelagerte Grünfläche ein. Zusammen mit dem Ausbau der Wiesbadener Straße entstand eine völlig neue städtebauliche Situation.“
Ab 2003 wurde der Kircheninnenraum umfangreich saniert und restauriert. Diese Maßnahmen leitete der Architekt Franz Josef Hamm (Limburg). Mit der Einweihung der Orgel am 22. Januar 2006 war der Umbau beendet.

## Architektur und Ausstattung

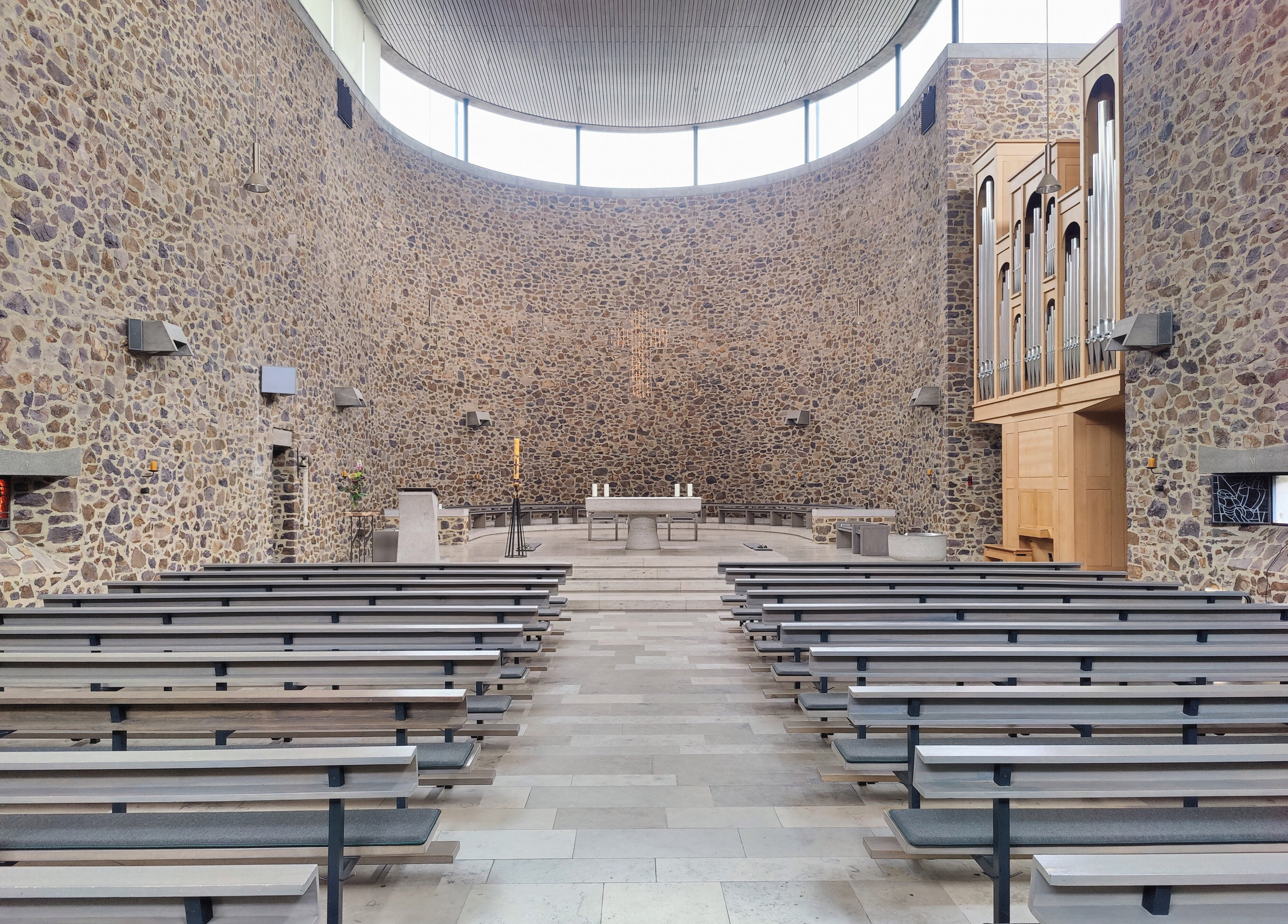
Innenansicht der Kirche, Blick nach Norden (2023)

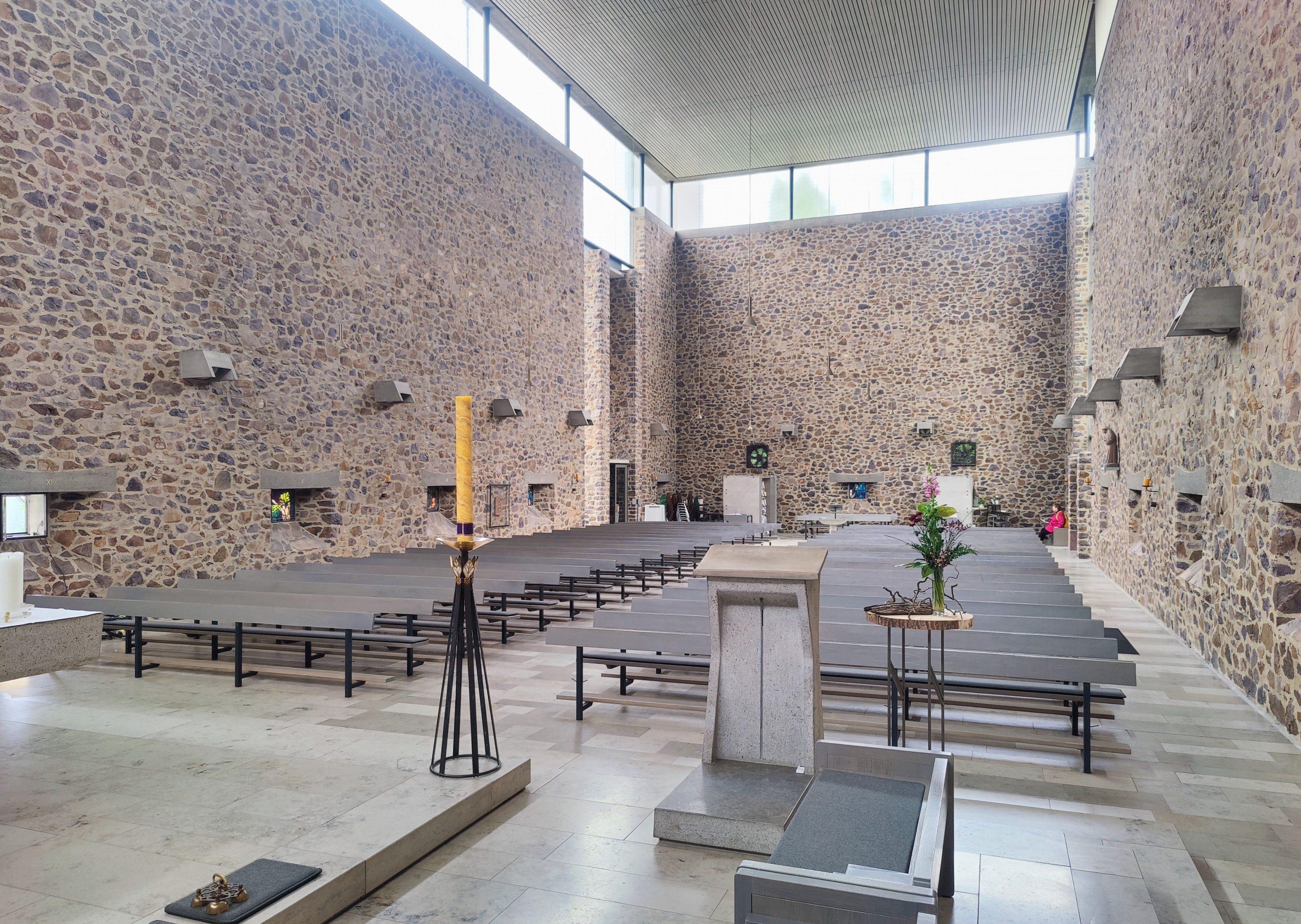
Blick nach Süden

Der Bau erinnert an eine altkirchliche Basilika: Der Raum ist klar definiert auf den Altar hin bezogen. Er nimmt die liturgischen Vorstellungen und Neuerungen des 2. Vatikanischen Konzils teilweise vorweg: Es gibt z. B. keine Kommunionbank, und der Tabernakel steht nicht mehr auf dem Altar, sondern auf einer eigenen Stele, aber das Raumkonzept ist immer noch konventionell, also die Bänke in einer Richtung auf den Altarraum ausgerichtet.
Die Kirche besteht aus einem Langhaus mit einem Querschiffarm und nicht abgesetztem, halbrundem Chor. „Über hohen Natursteinwänden wird das Flachdach durch ein Lichtband optisch abgehoben.“ Getrennt steht ein 42 m hoher Glockenturm aus Sichtbeton, in seinem Inneren ist eine Gedenkstätte eingerichtet. Der Turm trägt vier ältere Glocken. Der Kirchenraum ist mit einer Holzdecke und einem Boden aus Jura-Marmor eingerichtet. Die Ausstattung ist zeitgenössisch. Die aus der Magdalenenkirche stammende Kreuzigungsgruppe wurde zwischenzeitlich aus dem Chor entfernt und ziert die Sakramentskapelle. „In seiner Kargheit steht der Bau in der Tradition des Sakralbaus der 50er Jahre; er entspricht dem in zahlreichen Projekten im Frankfurter Raum verwirklichten Stil Krahns, ohne auf die örtliche Situation in Idstein besonders einzugehen.“
Anlässlich der Innenrestaurierung im Jahr 2003 wurde der Altar in die Vierung vorgezogen und damit Platz für Musikgruppen hinter dem Altar geschaffen. Das Querschiff wurde zur Sakramentskapelle umgestaltet und der Taufstein wurde verlegt. Die Beleuchtung wurde durch Pendelleuchten ergänzt und die Kirchenbänke wurden in Eigenhilfe der Gemeinde aufgearbeitet.
Altar, Ambo, Taufstein und Tabernakelstele sind aus Lahnmarmor hergestellt. Die Kreuzwegfenster sind von Paul Corazolla (Berlin) gestaltet, das Vortragekreuz, der Tabernakel, der Osterleuchter und die Monstranz vom Atelier für Goldschmiedekunst Schwerdt & Förster in Aachen. Eine Madonna, die Krippenfiguren sowie das Bild des Hl. Antonius wurden gestaltet von den Geschwistern Degen in Höhr-Grenzhausen. Eine Martins-Ikone stammt von A. Gaverdowski aus der Idsteiner Partnerstadt Uglitsch in Russland. Die neugotische Kreuzigungsgruppe aus dem Vorgängerbau befindet sich über dem Tabernakel in der Seitenkapelle.

### Das Kreuz im Altarraum
Bei der Neugestaltung des Innenraums der Kirche 2003 wurde die alte Kreuzigungsgruppe in der Sakramentskapelle im Seitenschiff hinter der Orgel angebracht. Alle Verantwortlichen – Pfarrer, Pfarrgemeinderat, Architekt und Bischöfliches Ordinariat – waren sich einig, dass ein neues Kreuz über dem Altar angebracht wird. Erst beauftragte der Pfarrgemeinderat den Künstler Hans Rams in Niederbreitbach. Als eine Firmgruppe 2006 das heute in der Kirche hängende Kreuz hergestellt hatte, beschloss der Pfarrgemeinderat am 31. Januar 2007 jedoch, das von den Firmlingen gestaltete Kreuz vorerst hängen zu lassen.

### Orgel

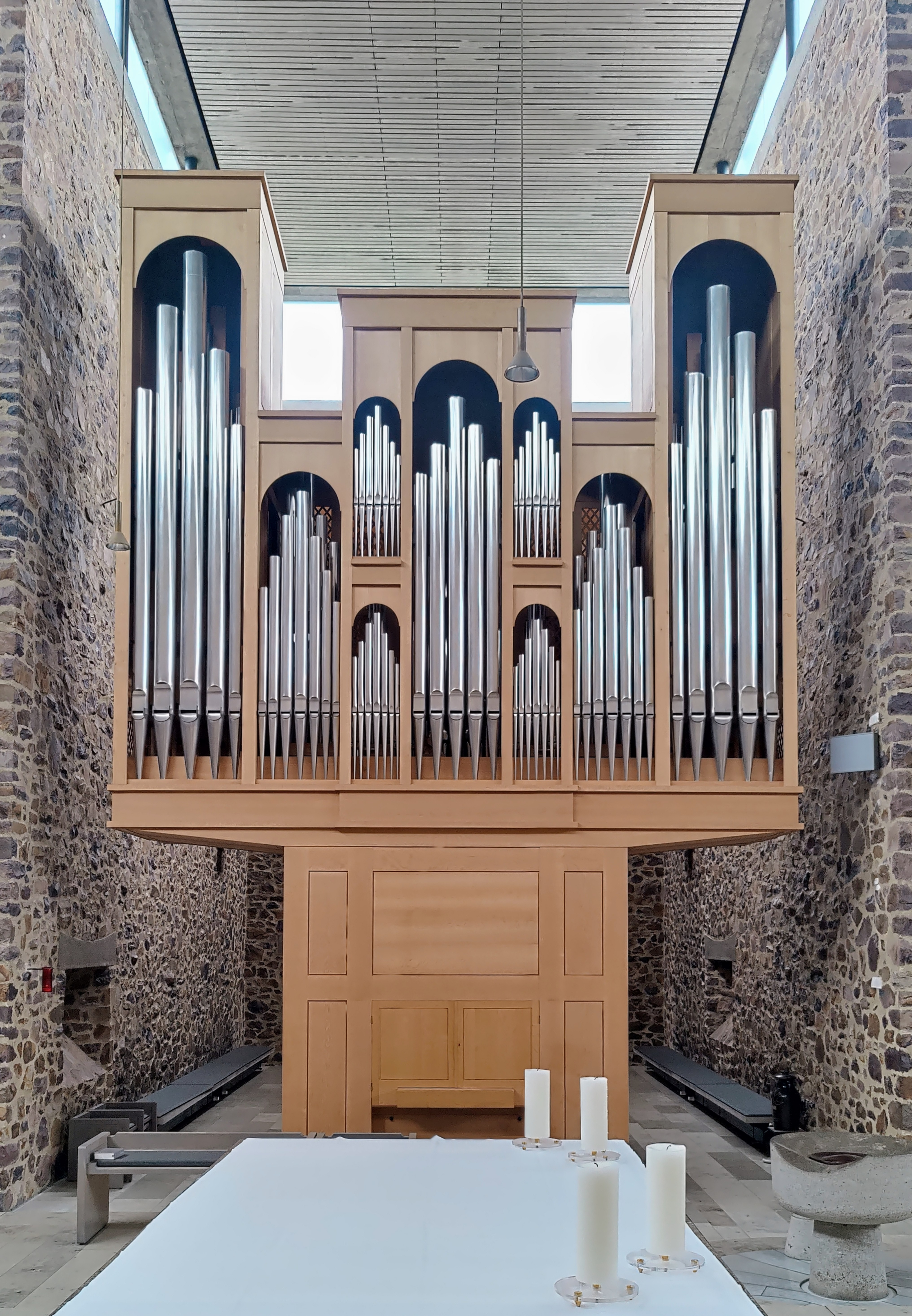
Mebold-Orgel

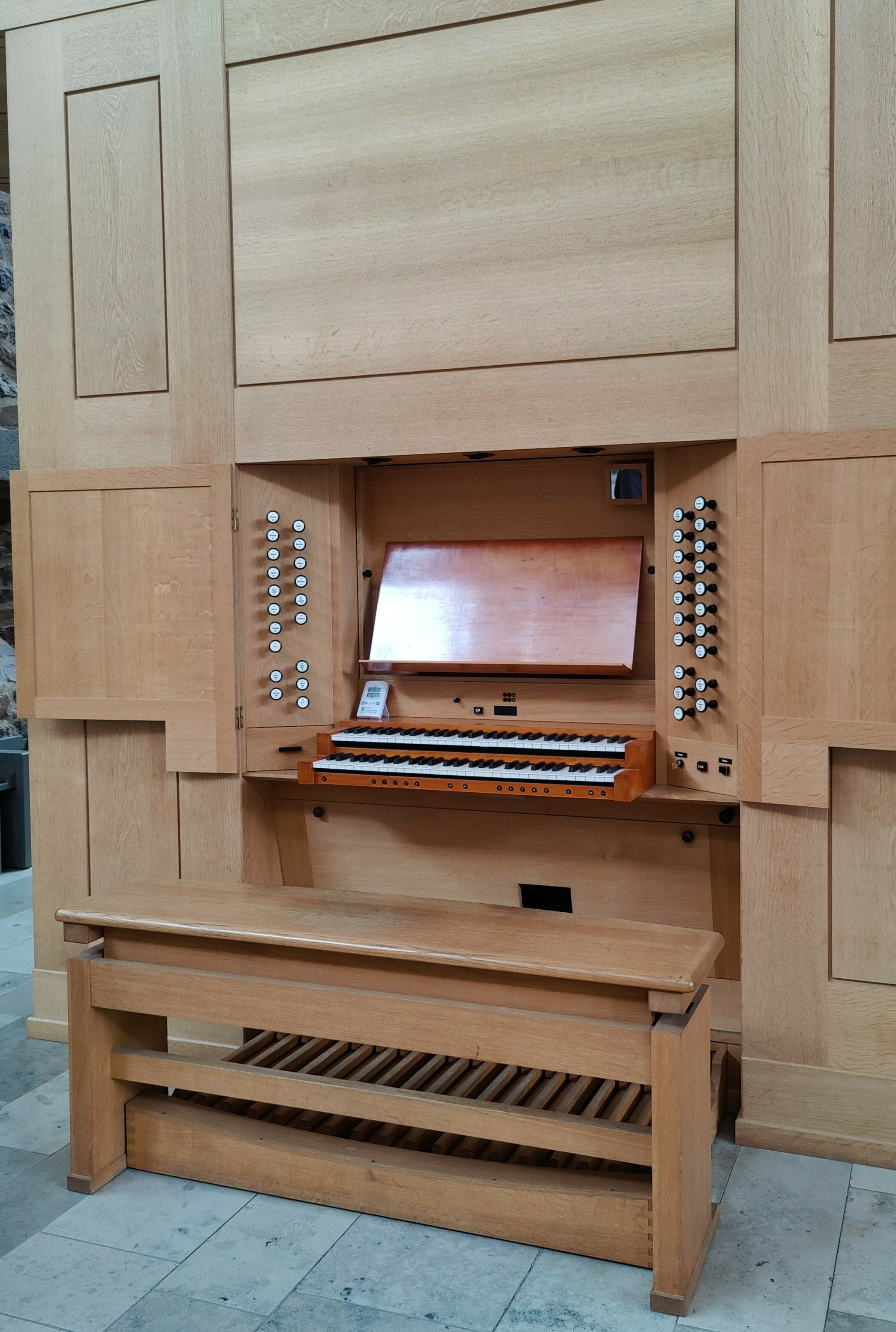
Spielanlage der Orgel

Die Orgel wurde von der Orgelbauwerkstatt Mebold gebaut und im Jahr 2006 eingeweiht. Sie ersetzt ein Vorgängerinstrument der Werkstatt E. F. Walcker & Cie. von 1974. Mit insgesamt 1.888 Pfeifen verfügt das Werk über 33 Register auf zwei Manualen und Pedal.™Die Disposition des Hauptwerks widerspiegelt den klassischen Orgelbau der Barockzeit, während das Schwellwerk vom Klangcharakter romantisch geprägt ist, sodass ein breites Spektrum an Orgelliteratur wiedergegeben werden kann. Als Besonderheit weist die Orgel das „Martinsgans-Quietschen“ auf, ein effektvolles Nebenregister, das bis zur Orgeleinweihung geheim gehalten wurde.
| I Hauptwerk C–a3 |        |
| Principal        | 16′    |
| Principal        | 08′    |
| Gamba            | 08′    |
| Holzflöte        | 08′    |
| Gedackt          | 08′    |
| Octave           | 04′    |
| Spitzflöte       | 04′    |
| Quinte           | 02 ⁄3′ |
| Superoctave      | 02′    |
| Mixtur IV        | 01 ⁄3′ |
| Trompete         | 08′    |
| Vox Humana       | 08′    |
| Tremulant        |        |

| II Schwellwerk C–a3  |        |
| Bourdon              | 8′     |
| Salicional           | 8′     |
| Voix Celeste         | 8′     |
| Principal            | 4′     |
| Traversflöte         | 4′     |
| Nasard               | 2 ⁄3′  |
| Hohlflöte            | 2′     |
| Terz                 | 1 3⁄5′ |
| Quinte               | 1 ⁄3′  |
| Sifflöte             | 1′     |
| Plein Jeu III-IV     | 2′     |
| Trompette harmonique | 8′     |
| Basson-Hautbois      | 8′     |
| Tremulant            |        |

| Pedal C–c1     |     |
| Contrabass     | 32′ |
| Principalbass  | 16′ |
| Subbass        | 16′ |
| Gedacktbass    | 08′ |
| Octavbass      | 08′ |
| Choralbass     | 04′ |
| Posaunenbass 0 | 16′ |
| Trompetbass    | 08′ |

- Koppeln: II/I, II 16'/II, I/P, II/P
- Spielhilfe: 8000-fache Setzeranlage

### Krypta
Die Krypta – auch als Marienkapelle bezeichnet – liegt unter dem Querschiff der Kirche und wird über einen Zugang vom Pfarrhof aus erschlossen. Sie fasst ca. 50 Personen und dient für Gruppengottesdienste sowie im Winter als Werktagskirche, da sie leichter zu beheizen ist. Eine gekrümmte Wandscheibe nimmt den Altarbereich auf. Hinter der Wand verbirgt sich eine kleine Sakristei, in der auch die notwendige Heizungstechnik der Kirche untergebracht ist. Ein Rokoko-Kruzifix sowie der Stahltabernakel der alten Magdalenenkirche sind an der Stirnwand angebracht. Der Altar aus Jurakalk ist ein typisches Werk von Johannes Krahn. Die Verglasungen stammen wiederum von dem Berliner Maler Paul Corazolla. An der Rückwand ist der Kreuzweg der alten Magdalenenkirche angebracht, der aus Öldrucken des späten 19. Jahrhunderts besteht.

## Kirchenmusik
An St. Martin existiert eine vielfältige Kirchenmusik. Zum einen gibt es regelmäßige Orgelkonzerte; das erste Konzert auf der neuen Mebold-Orgel spielte 2006 Dan Zerfaß. Graham Waterhouse war 2005 der Solist in der ersten Aufführung seines Cellokonzerts in der Fassung für Kammerorchester.
Zudem musizieren fünf Musikensembles unter Leitung von Franz Fink, der seit 1992 Kantor von St. Martin ist. Neben drei Chören gibt es auch das Orchester St. Martin und die capella lignea auf historischen Instrumenten.

## Mit St. Martin verbunden
- Ein herausragendes Mitglied der katholischen Kirchengemeinde Idstein war der im Kalmenhof lebende Harry von de Gass, der über vierzig Jahre lang Messdiener war.